# Euphorbia berevoensis
Euphorbia berevoensis là một loài thực vật có hoa trong họ Đại kích. Loài này được Lawant & Buddens. mô tả khoa học đầu tiên năm 2008.